# حكومة معروف الدواليبي الأولى
الحكومة السورية التي تشكلت في 13 نوفمبر 1951، هي الحكومة الثامنة والأربعين في تاريخ سوريا الحديث، والثالثة والثلاثين في عهد الجمهورية السورية الأولى، والسابعة في ولاية هاشم الأتاسي الثانية وآخرها. عارض قادة الجيش تشكيلها لكون رئيسها عضوًا في حزب الشعب، وذي علاقات متوترة مع الجيش. استقالت الحكومة بعد أسبوعين من تشكيلها وكلّف معروف الدواليبي رئاسة الحكومة، رفض الدوالبيبي إسناد وزارة الدفاع لعسكري لا لمدني فاعتقل، واعتبر الحدث انقلاب أديب الشيشكلي الثاني، واستقال على الإثر هاشم الأتاسي، وأنيط بفوزي السلو جميع المهام التشريعية والتنفيذية فضلاً عن رئاسة الدولة لمدة سبع أشهر من 3 ديسمبر 1951 و9 يونيو 1952.

## تشكيلة الحكومة
| الوزير           | الوزارة                        |
| ---------------- | ------------------------------ |
| زكي الخطيب       | رئيس الوزراء، وزير الدفاع      |
| عبد الوهاب حوامد | وزير التعليم                   |
| عادل أرسلان      | وزير الخارجية                  |
| رزق الله سليم    | وزير الأشغال العامة والاتصالات |
| شاكر الأص        | وزير المالية                   |
| محمود الشواف     | وزير الاقتصاد الوطني           |
| حميد ناجي        | وزير العدل                     |
| عبد الله تامر    | وزير الزراعة                   |
| رشيد الجابري     | وزير الداخلية                  |
| فرحان الجندلي    | وزير الصحة العامة              |

| الترتيب | المنصب               | الصورة | شاغل المنصب      | الحزب | الحزب | في المنصب من         | في المنصب حتى      | ملاحظات |
| ------- | -------------------- | ------ | ---------------- | ----- | ----- | -------------------- | ------------------ | ------- |
| –       | رئيس الوزراء         |        | معروف الدواليبي  |       |       | 28 تشرين الثاني 1951 | 1 كانون الأول 1951 |         |
|         | الدفاع الوطني        |        | معروف الدواليبي  |       |       |                      |                    |         |
|         | العدلية              |        | منير العجلاني    |       |       |                      |                    |         |
|         | المعارف              |        | هاني السباعي     |       |       |                      |                    |         |
|         | الداخلية             |        | أحمد قنبر        |       |       |                      |                    |         |
|         | الزراعة              |        | محمد المبارك     |       |       |                      |                    |         |
|         | الخارجية             |        | شاكر العاص       |       |       |                      |                    |         |
|         | المالية              |        | عبد الرحمن العظم |       |       |                      |                    |         |
|         | الاقتصاد الوطني      |        | علي بوظو         |       |       |                      |                    |         |
|         | الصحة والإسعاف العام |        | محمد الشواف      |       |       |                      |                    |         |
|         | الأشغال العامة       |        | جورج شاهين       |       |       |                      |                    |         |
|         | المواصلات            |        | جورج شاهين       |       |       |                      |                    |         |

## الملاحظات
1. ↑  فراغ الحقل لا يعني بالضرورة أن شاغل المنصب مستقل سياسياً أو غير حزبي، ولكن بسبب عدم توفر المعلومات أو المصادر.